# Krzysztof Pleśniarowicz
Krzysztof Jerzy Pleśniarowicz (ur. 1954 w Lublinie) – polski teatrolog, profesor nauk humanistycznych, specjalizujący się w literaturoznawstwie, teatrologii i kulturoznawstwie. W latach 1994–2000 dyrektor Ośrodka Dokumentacji Sztuki Tadeusza Kantora CRICOTEKA.

## Życiorys
Syn poety i tłumacza Jerzego Pleśniarowicza. Absolwent studiów w zakresie filologii polskiej (specjalność: teatrologia) na Uniwersytecie Jagiellońskim (1977). Na UJ uzyskał także doktorat (Teatr Śmierci Tadeusza Kantora, 1986, druk 1990, promotor: prof. Jan Błoński) i habilitację (Przestrzenie deziluzji. Współczesne modele dzieła teatralnego,1996). W latach 1994–2000 był dyrektorem Ośrodka Dokumentacji Sztuki Tadeusza Kantora „Cricoteka”. Tytuł naukowy profesora otrzymał w 2001. Stanowisko profesora zwyczajnego UJ objął w 2007. Od 2004 kieruje Katedrą Kultury Współczesnej UJ. Był zastępcą dyrektora Instytutu Spraw Publicznych UJ (2002–2007) i współtwórcą Instytutu Kultury UJ (2009), w latach 2008–2016 był prodziekanem Wydziału Zarządzania i Komunikacji Społecznej UJ. Wykładowca w USA w latach 1992 (Cleveland State University), 2000 (University of Rochester), 2005–2006  (University of Massachusetts Amherst), Visiting Fulbright Scholar w New York University w latach 1997–1998. W latach 2001–2022 profesor w PWSZ w Krośnie (później Karpacka Państwowa Uczelnia w Krośnie).
Autor, współautor i redaktor 37 książek z dziedziny historii i teorii teatru oraz literatury, a także ponad 200 artykułów i recenzji – opublikowanych w 12 językach.
Laureat Nagrody literackiej Rzeszowa (1985) „za udostępnienie i opracowanie do druku monografii pt. Kartki z dziejów rzeszowskiego teatru swego ojca Jerzego Pleśniarowicza”.
Laureat nagrody dla „Teatralnej Książki Roku” przyznawanej w ramach Nagrody im. Stanisława Ignacego Witkiewicza (1998) i nagrody Krakowska Książka Miesiąca (1998) za książkę Kantor (1997).
Laureat indywidualnej nagrody Ministra Edukacji Narodowej i Sportu (2005) za wybitne osiągnięcie naukowe - opublikowaną w Wielkiej Brytanii monografię The Dead Memory Machine. Tadeusz Kantor's Theatre of Death (2004).
Odznaczony Srebrnym (1997) i Złotym (2003) Krzyżem Zasługi, Medalem Komisji Edukacji Narodowej (2004), Złotym medalem za długoletnią służbę (2012) oraz odznaką honorową „Zasłużony dla Kultury Polskiej” (2021).

## Wybrane publikacje książkowe
1. Teatr Śmierci Tadeusza Kantora, Chotomów 1990, ISBN 83-85061-08-8;
2. Jerzego Pleśniarowicza ślad pozostawiony, Kraków 1993, ISBN 83-90-1225-0-2;
3. Teatr Nie-Ludzkiej Formy, Kraków 1994, ISBN 9788396116154; wydanie rozszerzone: Kraków 2023, ISBN 978-83-961161-5-4;
4. The Dead Memory Machine. Translated by William Brand, Kraków 1994, ISBN 83-901862-2-5; wydanie rozszerzone: Aberystwyth 2004, ISBN 1 902867 04 1;
5. Przestrzenie deziluzji. Modele współczesnego dzieła teatralnego, Kraków 1996; ISBN 8370529987; wydanie zmienione: Przestrzenie deziluzji. Dwudziestowieczne modele dzieła teatralnego, Kraków 2020, ISBN 978-83-951229-4-1;
6. Kantor. Artysta końca wieku, Wrocław 1997, ISBN 83-7023-623-5; wydanie rozszerzone: Kantor, Warszawa 2018, ISBN 978-83-8032-271-4;
7. Hommage á Tadeusz Kantor (redakcja), Kraków 1999, ISBN 83-7188-261-0;
8. Dylemat jedynego wyjścia. Absurd w dramacie u schyłku realnego socjalizmu, Kraków 2000, ISBN 83-7188-336-6; wydanie     zmienione: Wschodni dramat absurdu u schyłku sowieckiego bloku, Kraków 2021, ISBN 978-83-961161-1-6;
9. Tadeusz Kantor: Pisma (redakcja), Wrocław 2005. Tom I: Metamorfozy. Teksty o latach 1934-1974, ISBN: 8304047322; Tom     II: Teatr Śmierci. Teksty z lat 1975-1984, ISBN 8304047330; Tom III: Dalej już nic… Teksty z lat 1985-1990, ISBN 8304047349;
10. Pogodzić Mrożka z Grottgerem. Ostatnie chwile przed Dwustuleciem Sceny Narodowej w Krakowie 1977-1981. Sezon 1979/1980 opisała Teresa Walas, Kraków 2005, ISBN 83-7188-703-5;
11. A Halott Emlékek Gépezete. Tadeusz Kantor Halálalszínháza, Budapest 2007, ISBN 978-963-9000-25-4;
12. Tadeusz Kantor: Scrieri despre teatru (redakcja), Bucureşti 2014, ISBN 978-606-8220-33-8;
13. Jerzy Pleśniarowicz: Pisma (redakcja, wspólnie z Janem Pleśniarowiczem), Tom I: Wiersze i przekłady wierszy Kraków 2018, ISBN 978-83-951229-0-3; Tom II: O poezji i recytacji. O dramacie i teatrze,  Kraków 2021, ISBN 978-83-961161-0-9; Tom III: Teatr w Rzeszowie, Kraków 2023, ISBN 978-83-961161-4-7; Tom IV: Adaptacje teatralne, radiowe i telewizyjne, Kraków 2023, ISBN 978-83-961161-3-0; Tom V: Przekłady prozy, Kraków 2019, ISBN 978-83-951229-3-4; Tom VI: Przekłady dramatów cz. 1, Kraków 2020, ISBN 978-83-951229-5-8; Tom VII: Przekłady dramatów cz. 2,  Kraków 2021, ISBN 978-83-951229-8-9; Tom VIII: Przekłady dramatów cz. 3, Kraków 2021, ISBN 978-83-951229-9-6;
14. Eastern Drama of the Absurd in the Twilight of the Soviet Block, Kraków 2023, ISBN 978-83-233-5267-9;
15. Twentieth-Century Models of the Theatrical Work. Translated by William Brand, Kraków 2024, ISBN 978-83-233-5374-4.